# Jang Džu
Jang Džu (poenostavljeno kitajsko: 杨朱; tradicionalno kitajsko: 楊朱; pinjin: Yáng Zhū; Wade–Giles: Jang Ču), poznan tudi kot Jang Dzi (pinjin: Yang Zi) ali Jangdzi (pinjin: Yangzi), kitajski filozof med obdobjem vojskujočih se držav, * okoli 440 pr. n. št. † okoli 360 pr. n. št.
Jang Džujevo etično-egoistično alternativo Mohističnim in Konfucianskim idejam lahko najdemo v njegovih ohranjenih delih.
Filozofije, ki se pripisujejo Jang Džuju, kot so predstavljene v Ljezi, so v nasprotju s primarno daoističnim vplivom preostalega dela. Posebno pozornost je treba omeniti njegovemu priznanju o samoohranitvi, zaradi česar so mu pripisali »odkritje telesa«. V primerjavi z drugimi kitajskimi filozofskimi velikani je Jang Džu pred kratkim zbledel v relativno nejasnost, vendar je bil njegov vpliv v njegovem času tako razširjen, da je Mencij svoje filozofije skupaj z antitetičnimi idejami Modzija opisal kot »poplave in divje živali, ki pustošijo po deželi.«

## Pogledi
Filozofija narave:
Čeprav ga njegovi nasprotniki predstavljajo kot hedonista, epikurejca in egoista, je bil Jang Džu po sodobnih virih zgodnji daoistični učitelj, identificiran z novim filozofskim trendom naturalizma kot najboljšega sredstva za ohranjanje življenja v dekadentnem in burnem svetu.
Jang Džu je bil mnenja, da imajo vsa bitja nagon za preživetje, toda človek, najvišje od bitij, ki pa nima moči živali, se mora za preživetje zanašati na inteligenco in ne na moč. Menil je, da je moč zaničljiva, če jo uporabimo proti drugim.
Filozofija življenja:
Jang Džu je svojo misel usmeril v doseganje duhovnega jaza s samoizražanjem in iskanjem zadovoljstva. Njegova filozofija je bila opisana kot "mešanica pesimizma in fatalizma". 
Poglavje Jang Džu v Ljezi pravi:
Sto let je meja dolgega življenja. Nihče od tisoč ga nikoli ne doseže. Recimo, da obstaja ena taka oseba. Otroštvo in šibka starost mu vzameta skoraj polovico časa. Počitek med spanjem ponoči in tisto, kar zapravimo med budnostjo podnevi, vzame skoraj polovico tega. Bolečina in bolezen, žalost in trpljenje, smrt ter skrbi in strah vzamejo skoraj polovico ostalega. V desetih in nekaj letih, ki jih je ostalo, mislim, da ni niti enega trenutka, v katerem bi lahko bili srečni, sproščeni in brez skrbi. Če je temu tako, čemu je življenje? Kakšen užitek je tam? Za lepoto in obilje je to vse. Za glasbo in seks je to vse. Toda želja po lepoti in obilju ni vedno potešena, v glasbi in seksu pa ni vedno mogoče uživati. Poleg tega nas prepovedujejo kazni in nas opominjajo z nagradami, potiska nas slava in preverja nas zakon. Zavzeto si prizadevamo za prazno hvalo, ki je le začasna, in iščemo dodatno slavo, ki bi prišla po smrti. Ker smo sami, smo zelo pozorni na to, kaj naša ušesa slišijo in kaj vidijo naše oči, ter se zelo veliko ukvarjamo s tem, kaj je prav ali narobe za naše telo in um. Tako izgubimo srečo sedanjosti in si ne moremo dati proste roke niti za en trenutek. Kakšna je razlika med tem in številnimi verigami in dvojnimi zapori?
Filozofija smrti:
Jang Džu se je strinjal z iskanjem sreče, vendar je menil, da si ne bi smeli prizadevati za življenje, ki presega določeno obdobje, niti se ne sme po nepotrebnem krajšati življenja. Smrt je tako naravna kot življenje, je menil Jang Džu, zato nanjo ne bi smeli gledati brez strahu ali strahospoštovanja. Pogrebni obredi za pokojnika niso potrebni. »Mrtve ljudi ne skrbi, ali so njihova telesa pokopana v krste, kremirana, vržena v vodo ali v jarek; niti ali je telo oblečeno v lepa oblačila. Najpomembneje je, da človek živi polno življenje, preden ga zadene smrt.«
Nasprotovanje idealom tistega časa:
Jang Džu je bil med glavnimi filozofi svojega časa, ki so močno zanikali nekatere izmed takrat najbolj splošno sprejetih teorij. Bil je prvi, ki je formuliral tezo o negaciji jezikovnega daota kot primarnega načela, ki naj bi vodil človeško življenje. Kot je pri njem običajno je bila njegova negacija precej radikalna, saj je jeziku odrekal kakršno koli realno povezavo z obstoječo stvarnostjo. Dejal je: >>Stvarnost nima imena in imena niso resnična. Vsa imena so lažna.<< (Liezi, Jang Džu pian, str. 207)

## Življenje
O njegovem življenju ni preveč znanega, saj je, čeprav je bil v njegovem času velik filozof, bil kmalu pozabljen. Eden njegovih največjih dosežkov pa je bila ustanovitev jangizma.

## Jangizem
Jangizem (kitajsko: 楊朱學派; pinyin: Yángzhūxuépài) je bila filozofska šola, ki jo je ustanovil Jang Džu, ki je obstajala med vojnim obdobjem (475 pr.n.št. – 221 pr.n.št.), ki je verjela, da človeška dejanja temeljijo in bi morala temeljiti na lastnih interesih. Šolo so sinologi opisali kot zgodnjo obliko psihološkega in etičnega egoizma. Glavni poudarek jangistov je bil na konceptu človeške narave. Odkritih še ni bilo nobenih dokumentov, katerih bi bili neposredno avtorji jangisti, in vse, kar je znano o šoli, izhaja iz komentarjev konkurenčnih filozofov. Filozof Mencij je trdil, da je jangizem nekoč tekmoval s konfucianizmom in mohizmom, čeprav je verodostojnost te trditve še vedno sporna med sinologi. Ker je jangizem do takrat, ko je Sima Qian sestavil svoj Shiji, večinoma zbledel v temno, šola ni bila vključena kot ena od stotih miselnih šol.
Filozofija jangizma:
jangizem je bil opisan kot oblika psihološkega in etičnega egoizma. jangistični filozofi so verjeli v pomen ohranjanja lastnega interesa z "ohranjanjem nedotaknjene narave, varovanjem svoje edinstvenosti in ne dovoliti, da bi se telo vezalo druge stvari." Ne strinjajo se s konfucijanskimi vrlinami: primernost, humanost, pravičnost in zakon), so jangisti videli wei wo (為我) ali »vse zase« kot edino vrlino, potrebno za samo-kultivacijo. Individualni užitek velja za zaželenega, tako kot v hedonizmu, vendar ne na račun zdravja posameznika. Jangisti so videli individualno blaginjo kot glavni namen življenja in so imeli vse, kar je oviralo to dobro počutje, za nemoralno in nepotrebno.
Konfucijanski filozof Mencij prikazuje jangizem kot neposredno nasprotje Mohizma, medtem ko Mohizem spodbuja idejo univerzalne ljubezni in nepristranske skrbi, jangisti so pa delovali le "zase" in zavračali altruizem Mohizma.

## Dela v katerih so predstavljene Jangove ideje
Huainanzi:
Huainanzi je starodavno kitajsko besedilo sestavljeno iz zbirke esejev, ki so izhajali iz niza znanstvenih razprav, ki so potekale na dvoru Liu Ana, princa Huainana, nekje pred letom 139 pr.n.št. Huainanzi združuje daoistične, konfucianistične in legalistične koncepte, vključno s teorijami, kot sta jin in jang ter teorije Vu Šing (teorija petih elementov).
Vsi Huainanzijevi eseji so povezani z enim primarnim ciljem: poskusom opredelitve potrebnih pogojev za popoln družbeno-politični red. Ugotavlja, da popoln družbeni red izvira predvsem iz popolnega vladarja, eseji pa so sestavljeni tako, da služijo kot priročnik za razsvetljenega vladarja in njegov dvor.
Lüshi Chunqiu:
Lüshi Chunqiu, v angleščini znan tudi kot Master Lü's Spring and Autumn Annals, je enciklopedično kitajsko klasično besedilo, sestavljeno okoli leta 239 pr.n.št. pod pokroviteljstvom kanclerja iz dinastije Qin Lü Buweija. Ocenjeno je bilo da je to delo edinstveno med zgodnjimi deli po tem, da je dobro organiziran in izčrpen ter vsebuje obsežne odlomke o temah, kot sta glasba in kmetijstvo, ki jih drugje ne poznamo. Je tudi eno najdaljših zgodnjih besedil, ki obsega nekaj več kot 100.000 besed.
Mencij (delo):
Mencij (kitajščina: 孟子; pinyin: Mèngzǐ; starokitajščina: *mˤraŋ-s tsəʔ) je zbirka pogovorov, anekdot in serije pristnih in namišljenih intervjujev konfucijanskega filozofa Mencija. Knjiga je ena izmed kitajskih trinajstih klasikov in raziskuje Mencijeve poglede na teme moralne in politične filozofije, pogosto kot dialog z idejami, ki jih predstavlja konfucianstvo. Intervjuji in pogovori so prikazani bodisi med Mencijem in različnimi vladarji, ki so vladali med vojnim obdobjem ali z njegovimi učenci in drugimi sodobniki kot je Jang Džu. Knjiga dokumentira Mencijevo potovanje po državah ter njegove filozofske pogovore in razprave s tistimi, ki jih sreča na svojem potovanju. Številni znanstveniki menijo, da besedila ni napisal sam Mencij, temveč njegovi učenci. Besedilo naj bi bilo napisano v poznem 4. stoletju pred našim štetjem.
Džuangdzi:
Džuangdzi (mandarinščina: [ʈʂwáŋ.tsɹ̩̀]) je starodavno kitajsko besedilo iz poznega vojnega obdobja, ki vsebuje zgodbe in anekdote, ki ponazarjajo brezskrbno naravo idealnega taoističnega modreca. Džuangdzi je skupaj s Tao Te Ching eno od dveh temeljnih besedil taoizma.
Džuangdzi je sestavljen iz velike zbirke anekdot, alegorij, prispodob in basni, ki so pogosto šaljive ali nespoštljive. Njegove glavne teme so spontanost v delovanju in svoboda od človeškega sveta in njegovih konvencij. Basni in anekdote v besedilu poskušajo ponazoriti napačnost človeških razlik med dobrim in slabim, velikim in malim, življenjem in smrtjo ter človekom in naravo. Medtem ko so se drugi starodavni kitajski filozofi osredotočali na moralno in osebno dolžnost, je Džuangdzi spodbujal brezskrbno potepanje in zbliževanje  "Poti" (Dao) in narave.
Čeprav je Džuangdzi znan predvsem kot filozofsko delo, velja za eno največjih literarnih del v vsej kitajski zgodovini in so ga imenovali "najpomembnejše besedilo pred Qin za preučevanje kitajske literature". Mojstrovina tako filozofske kot literarne spretnosti je pomembno vplivala na pisatelje pred več kot 2000 leti od dinastije Han (206 pr.n.št. – 220 n.št.) do danes. Številni pesniki in pisatelji znanih dinastij so bili  pod močnim vplivom Džuangdzi.